# 17211 Браянфішер
17211 Браянфішер (17211 Brianfisher) — астероїд головного поясу, відкритий 7 січня 2000 року.
Тіссеранів параметр щодо Юпітера — 3,503.